# Marsha Norman

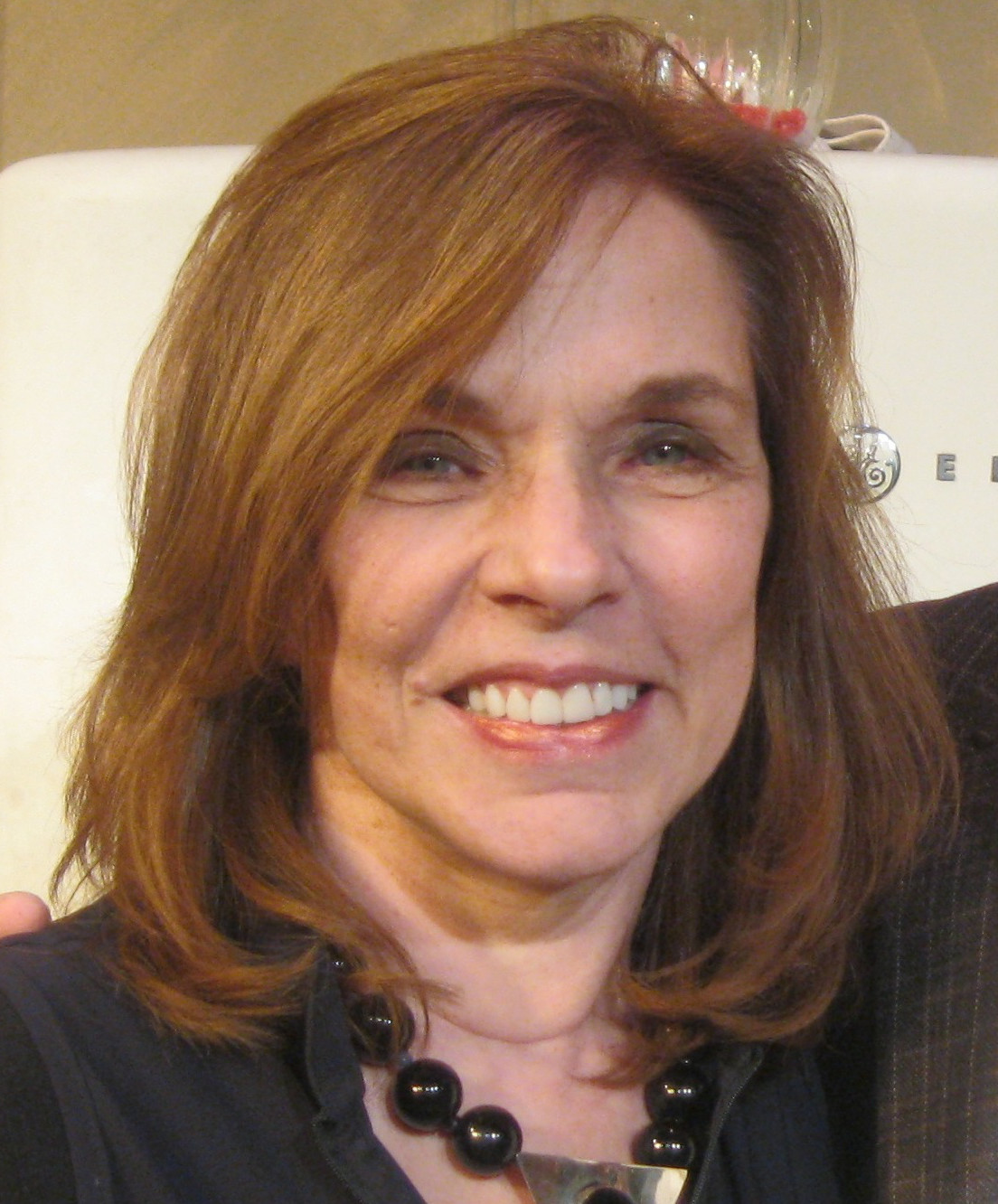
Marsha Norman (2011)

Marsha Norman (* 21. September 1947 in Louisville, Kentucky) ist eine US-amerikanische Schriftstellerin und Drehbuchautorin.

## Leben und Werk
Marsha Normans bekanntestes Werk ist das Schauspiel Nacht, Mutter, für das sie 1983 den Pulitzer-Preis erhielt. Neben Dramen und Drehbüchern schrieb sie auch Gesangstexte für Musicals wie The Read Shoes,The Color Purple und The Secret Garden.  Für Letzteres schrieb sie Drehbuch und Gesangstexte basierend auf der gleichnamigen Romanvorlage von Frances Hodgson Burnett und wurde für ihr Drehbuch mit einem Tony Award ausgezeichnet.

## Werke
- Getting Out (1977)
- Circus Valentine (1979)
- Nacht, Mutter (Night, Mother) (1983)
- Traveller in the Dark (1984)
- The Fortune Teller (1987)
- Third and Oak
- The Laundromat
- The Poolhall
- The Holdup
- Sarah and Abraham
- Loving Daniel Boone
- Trudy Blue
- The Secret Garden (1991)
- The Red Shoes (1993)
- The Color Purple (2005)
- The Master Butchers Singing Club (2010)